# Pierre Pilote
Pour les articles homonymes, voir Pilote.
Temple de la renommée : 1975

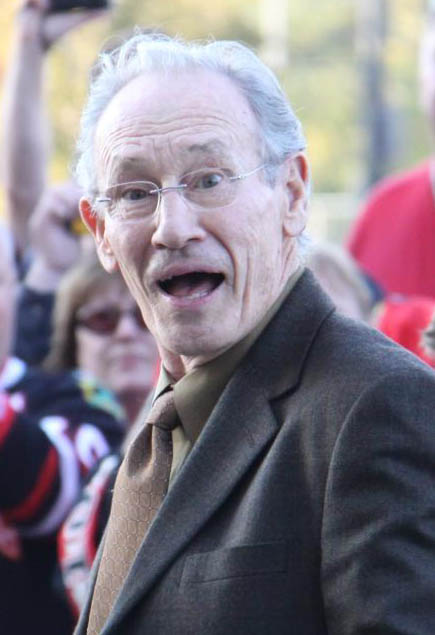
Pierre Pilote en 2010.

Joseph Albert Pierre Paul Pilote (né le 11 décembre 1931 à Kénogami, dans la province de Québec, au Canada et mort le 9 septembre 2017 à Barrie, en Ontario, au Canada) est un joueur de hockey sur glace professionnel canadien qui évoluait au poste de défenseur.

## Biographie
Hormis sa dernière saison dans la LNH, Pierre Pilote a effectué toute sa carrière professionnelle avec les Black Hawks de Chicago avec qui il remporta la Coupe Stanley en 1961 ainsi qu'avec leur club-école, les Bisons de Buffalo de la Ligue américaine de hockey.
Il a été intronisé au temple de la renommée du hockey en 1975. En 1988, le magazine The Hockey News le classa à la 59e position des 100 meilleurs joueurs de tous les temps de la LNH.
Il a remporté trois fois consécutivement le trophée James-Norris du meilleur défenseur de la LNH en 1963, 1964 et 1965.
Pierre Pilote meurt le 9 septembre 2017 à Barrie en Ontario. Il était âgé de 85 ans.

## Statistiques
| Saison     | Équipe                      | Ligue      |     | Saison régulière | Saison régulière | Saison régulière | Saison régulière | Saison régulière |   | Séries éliminatoires | Séries éliminatoires | Séries éliminatoires | Séries éliminatoires | Séries éliminatoires |
| Saison     | Équipe                      | Ligue      | PJ  | B                | A                | Pts              | Pun              | PJ               | B | A                    | Pts                  | Pun                  |                      |                      |
| 1950-1951  | Teepees de Saint Catharines | AHO        | 54  | 13               | 13               | 26               | 230              | 9                | 2 | 2                    | 4                    | 23                   |                      |                      |
| 1951-1952  | Teepees de Saint Catharines | AHO        | 52  | 21               | 32               | 53               | 139              | 14               | 3 | 12                   | 15                   | 50                   |                      |                      |
| 1951-1952  | Bisons de Buffalo           | LAH        | 2   | 0                | 1                | 1                | 4                | -                | - | -                    | -                    | -                    |                      |                      |
| 1952-1953  | Bisons de Buffalo           | LAH        | 61  | 2                | 14               | 16               | 85               | -                | - | -                    | -                    | -                    |                      |                      |
| 1953-1954  | Bisons de Buffalo           | LAH        | 67  | 2                | 28               | 30               | 108              | 3                | 0 | 0                    | 0                    | 6                    |                      |                      |
| 1954-1955  | Bisons de Buffalo           | LAH        | 63  | 10               | 28               | 38               | 125              | 10               | 0 | 4                    | 4                    | 18                   |                      |                      |
| 1955-1956  | Black Hawks de Chicago      | LNH        | 20  | 3                | 5                | 8                | 34               | -                | - | -                    | -                    | -                    |                      |                      |
| 1955-1956  | Bisons de Buffalo           | LAH        | 43  | 0                | 11               | 11               | 118              | 5                | 0 | 2                    | 2                    | 4                    |                      |                      |
| 1956-1957  | Black Hawks de Chicago      | LNH        | 70  | 3                | 14               | 17               | 117              | -                | - | -                    | -                    | -                    |                      |                      |
| 1957-1958  | Black Hawks de Chicago      | LNH        | 70  | 6                | 24               | 30               | 91               | -                | - | -                    | -                    | -                    |                      |                      |
| 1958-1959  | Black Hawks de Chicago      | LNH        | 70  | 7                | 30               | 37               | 79               | 6                | 0 | 2                    | 2                    | 10                   |                      |                      |
| 1959-1960  | Black Hawks de Chicago      | LNH        | 70  | 7                | 38               | 45               | 100              | 4                | 0 | 1                    | 1                    | 8                    |                      |                      |
| 1960-1961  | Black Hawks de Chicago      | LNH        | 70  | 6                | 29               | 35               | 165              | 12               | 3 | 12                   | 15                   | 8                    |                      |                      |
| 1961-1962  | Black Hawks de Chicago      | LNH        | 59  | 7                | 35               | 42               | 97               | 12               | 0 | 7                    | 7                    | 8                    |                      |                      |
| 1962-1963  | Black Hawks de Chicago      | LNH        | 59  | 8                | 18               | 26               | 57               | 6                | 0 | 8                    | 8                    | 8                    |                      |                      |
| 1963-1964  | Black Hawks de Chicago      | LNH        | 70  | 7                | 46               | 53               | 84               | 7                | 2 | 6                    | 8                    | 6                    |                      |                      |
| 1964-1965  | Black Hawks de Chicago      | LNH        | 68  | 14               | 45               | 59               | 162              | 12               | 0 | 7                    | 7                    | 22                   |                      |                      |
| 1965-1966  | Black Hawks de Chicago      | LNH        | 51  | 2                | 34               | 36               | 60               | 6                | 0 | 2                    | 2                    | 10                   |                      |                      |
| 1966-1967  | Black Hawks de Chicago      | LNH        | 70  | 6                | 46               | 52               | 90               | 6                | 2 | 4                    | 6                    | 6                    |                      |                      |
| 1967-1968  | Black Hawks de Chicago      | LNH        | 74  | 1                | 36               | 37               | 69               | 11               | 1 | 3                    | 4                    | 12                   |                      |                      |
| 1968-1969  | Maple Leafs de Toronto      | LNH        | 69  | 3                | 18               | 21               | 46               | 4                | 0 | 1                    | 1                    | 4                    |                      |                      |
| Totaux LNH | Totaux LNH                  | Totaux LNH | 890 | 80               | 418              | 498              | 1 251            | 86               | 8 | 53                   | 61                   | 102                  |                      |                      |